# ウィリアム・シーグローブ
ウィリアム・シーグローブ（William Raymond Seagrove、1898年7月2日- 1980年6月5日）は、イギリスの陸上競技選手。1920年アントワープオリンピック、1924年パリオリンピックの銀メダリストである。

## 経歴
シーグローブは、1920年アントワープオリンピックでは、5000mと3000m団体に出場。5000mでは6位に終わったものの、チャールズ・ブリューイット、アルバート・ヒルとともに挑んだ3000m団体では、アメリカに次いで銀メダルを獲得した。
シーグローブは、現役引退後イースト・サセックス州のプレットスクールの校長を務めた。